# باتريزيا كافالي
باتريزيا كافالي (17 أبريل 1947 - 21 يونيو 2022)، هي شاعرة وكاتبة إيطالية. تُعتبر إحدى أعظم الشاعرات الإيطاليات في أواخر القرن العشرين، من الأصوات الشعرية النسائية المهمة في إيطاليا. ولدت ببلدة تودي في إقليم أومبريا، وحصلت على درجة الماجستير في الفلسفة من جامعة روما. نشرت تسعة دواوين من شعرها بالإضافة إلى ترجمات لمسرحيات لشكسبير وموليير. تُرجمت العديد من مؤلفاتها إلى مختلف اللغات. حصلت باتريزيا كافالي على جوائز دولية مثل وسام الاستحقاق الفرنسي في الفن والأدب «درجة فارس في الآداب والفنون» عام 2006.

## وفاتها
توفيت في 21 يونيو 2022 بإحدى مستشفيات روما. عن عمر ناهز 75 عامًا.